# 王建鸣
王建鸣（1957年6月—），男，汉族，河北武邑人，中华人民共和国政治人物，第十一届全国人民代表大会湖北地区代表。曾任湖北省人大常委会副主任。

## 生平
王建鸣毕业于华中科技大学管理科学与工程专业。1976年6月加入中国共产党。历任荆门市副市长，中共天门市委副书记、市长，天门市委书记，湖北省人民政府副秘书长、省政府办公厅党组成员，省经济委员会（省中小企业发展局）主任、党组书记等职。2007年6月，出任中共黄石市委副书记、市政府代市长（同年12月转正）。2008年起担任全国人大代表。2008年12月当选黄石市委书记，2012年12月任湖北省发改委主任。2013年1月，任湖北省十二届人大常委会副主任。2021年1月，卸任省人大常委会副主任职务。
2013年12月19日，湖北省人大常委会法规工作室与省政府法制办在武汉东湖宾馆召开立法工作沟通协调会。会后，省人大常委会法规工作室在东湖宾馆组织宴请，王建鸣等48人参加，宴请花费公款17659元。经中央纪委常委会研究并报中央批准，给予王建鸣党内警告处分，责令退赔相关费用。